# Карсавін Лев Платонович
Карсавін Лев Платонович (нар. 1 (13) грудня 1882, Санкт-Петербург — 12 липня 1952, Комі АРСР) — російський історик-медієвіст, культуролог, теоретик історії, філософ.

## Біографія
Народився в м. Санкт-Петербург. Закінчив історико-філологічний факультет Петербурзького університету (1906) і залишився там на кафедрі загальної історії для підготовки до професури. 1910–12 працював над докторською дисертацією в Парижі (Франція), Римі та Флоренції (обидва міста в Італії).
1912 захистив магістерську дисертацію на тему: «Очерки религиозной жизни в Италии XII–XIII ст.», а 1915 — докторську дисертацію на тему: «Основы середневековой религиозности в XII–XIII ст. преимущественно в Италии». Займав посаду професора Петроградського університету. Невдовзі після приходу в країні до влади більшовиків був звинувачений у пропаганді «попівщини» та в «середньовічному фанатизмі» і 1922 висланий на сумнозвісному «пароплаві філософів» із Росії. Перебував у еміграції спочатку в Німеччині, а потім у Франції. Від 1928 — професор філософії Каунаського, а з 1940 — Вільнюського університетів. Після приєднання Литви до СРСР репресований. Загинув у таборах у Комі АРСР, похований в Абезі. Більшість його праць стала відомою широкому загалові в СРСР лише на початку 1990-х рр.

## Творчість
Методологічно його роботи ознаменували початок «нової історії» в російській історіографії перших десятиліть 20 ст. Його творчість сприяла розвиткові нового напряму в історіографії, який сьогодні називають «історичною антропологією» (культурологічною історією). Він став основоположником нового методу міждисциплінарного дослідження — історико-культурного синтезу, ввійшов в історію світової думки як глибокий знавець середньовічної релігійності та культури (основні положення своєї концепції релігії та релігійності розвинув у працях «Монашество в Средние века», 1918, «Культура Середних веков», 1918, «Святые отцы Православной церкви», 1922). Історію тлумачив як цілісний процес розвитку «соціально-діяльного людства», а її рушійну силу вбачав у людській свідомості, мисленні та психіці. На його думку, саме свідомість, мислення та психіка, а не інші фактори, визначають і соціальну поведінку індивідів, і традиції груп і суспільств.